# 高橋孝雄
高橋 孝雄（たかはし たかお、1964年〈昭和39年〉10月19日 - ）は、日本の農林水産官僚。

## 来歴
静岡県藤枝市出身。静岡県立清水東高等学校を経て、1987年（昭和62年）3月、東京大学法学部を卒業。
入省後、総合食料局食品産業振興課長、経営局構造改善課長、生産局畜産部競馬監督課長、食料産業局食品小売サービス課長、同総務課長、農林水産省大臣官房広報評価課長などを歴任。
2016年（平成28年）7月1日、日本政策金融公庫特別参与兼農林水産事業本部融資企画部及び出資・証券化支援室担当に就任。
2018年（平成30年）6月22日、同日付で大臣官房付に異動。同年7月27日、農村振興局農村政策部長に就任。
2019年（令和元年）7月7日、農林水産省を退職し、農林漁業成長産業化支援機構取締役専務に就任。
2022年（令和4年）6月30日、農林水産省大臣官房総括審議官（新事業・食品産業）に就任。
2023年（令和5年）7月4日、農林水産政策研究所長に就任。同年12月31日、農林水産省を退職。

## 年譜
- 1987年（昭和62年）
  - 3月 - 東京大学法学部卒業[1]
  - 4月 - 農林水産省入省[1]
- 2006年（平成18年）
  - 4月 - 農林水産省大臣官房企画評価課調査官[1]
  - 7月 - 農林水産省大臣官房企画評価課調査官兼内閣参事官（内閣官房副長官補付内閣官房行政改革推進室企画官兼行政改革推進本部事務局企画官）[1]
- 2008年（平成20年）4月 - 生産局畜産部畜産振興課需給対策室長[1]
- 2009年（平成21年）5月 - 総合食料局食品産業振興課長[1]
- 2010年（平成22年）4月 - 経営局構造改善課長[1]
- 2011年（平成23年）5月 - 生産局畜産部競馬監督課長[1]
- 2013年（平成25年）7月 - 食料産業局食品小売サービス課長[1]
- 2014年（平成26年）4月 - 食料産業局総務課長[1]
- 2015年（平成27年）10月 - 農林水産省大臣官房広報評価課長[1]
- 2016年（平成28年）7月 - 日本政策金融公庫特別参与兼農林水産事業本部融資企画部及び出資・証券化支援室担当[1][7]
- 2018年（平成30年）
  - 6月 - 農林水産省大臣官房付[1][8]
  - 7月 - 農村振興局農村政策部長[1][9][10]
- 2019年（令和元年）7月 - 農林漁業成長産業化支援機構取締役専務[1][11]
- 2022年（令和4年）6月 - 農林水産省大臣官房総括審議官（新事業・食品産業）[1][6]
- 2023年（令和5年）
  - 7月 - 農林水産政策研究所長[1][3]
  - 12月 - 農林水産省退職[4][5]